# 曹賢妃
賢妃曹氏（けんひ そうし、？ - 1026年）は、北宋の真宗の側室。名将の曹彬の娘で、慈聖皇后曹氏のおばである。

## 生涯
後宮に入り、正四品美人となった。大中祥符6年（1013年）正月に婕妤となり、天禧2年（1018年）9月に充媛（正二品嬪）にいたった。
仁宗時代に修媛（従一品嬪）にいたった。天聖4年（1026年）6月、薨去した。明道2年12月（西暦で1034年）に淑儀の位を追贈され、慶暦4年（1044年）9月に貴儀を加贈され、皇祐元年（1049年）10月、賢妃を再追贈された。

## 伝記資料
- 『宋史』
- 『宋会要輯稿』
- 『故貴儀曹氏可追封賢妃』